# Aurel Stodola
Aurel Boleslav Stodola (Liptovský Mikuláš, 10 de mayo de 1859, Reino de Hungría, Imperio Austriaco – Zúrich, Suiza, 25 de diciembre de 1942) fue un ingeniero, físico e inventor eslovaco. Fue pionero en el campo de la termodinámica y sus aplicaciones técnicas. Stodola fue profesor de ingeniería mecánica en la Escuela Politécnica Federal (ETH) de Zúrich. Su tratado Die Dampfturbine ("La turbina de vapor", 1903) es un clásico en la materia. Uno de sus alumnos más ilustres fue Albert Einstein. En 1892, Stodola fundó el Laboratorio para la Conversión de la Energía.

## Biografía

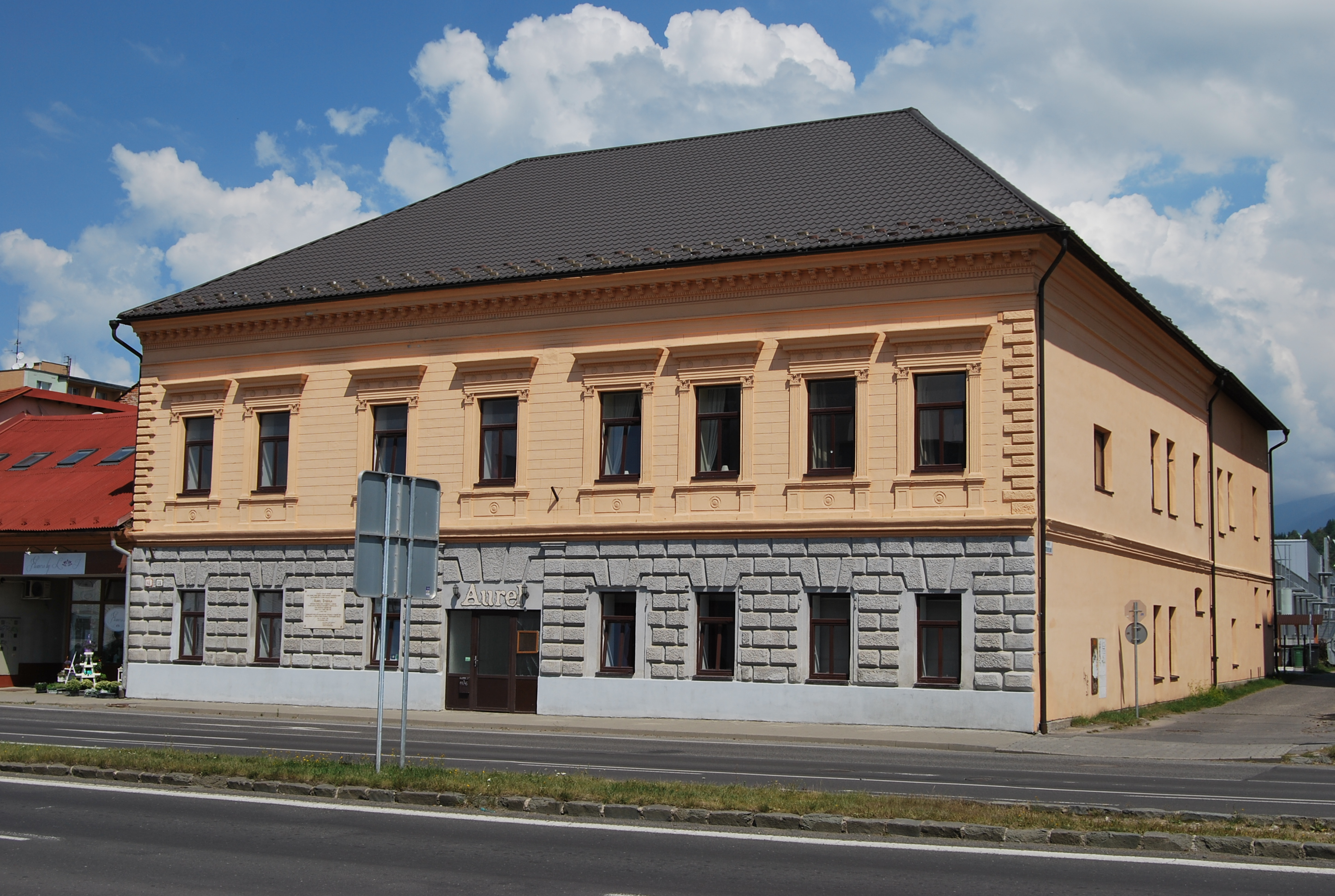
La casa natal de Aurel Stodola en Liptovský Mikuláš (Eslovaquia)

Aurel Stodola nació en 1859 en Liptovský Mikuláš, en el Reino de Hungría, que en aquel entonces pertenecía al Imperio Austriaco (actual Eslovaquia). En 1877 comenzó a cursar ingeniería mecánica, primero en el Instituto Politécnico de Budapest y posteriormente, a partir de 1878, en la Escuela Politécnica Federal de Zúrich, de la que se graduó con honores en 1881. Tras completar sus estudios, Stodola intervino en la reconstrucción de la fábrica de calzado de su padre, destruida por un incendio, y luego, de 1884 a 1892, estuvo empleado en la fábrica de maquinaria Ruston de Praga.
En marzo de 1892, Stodola fue nombrado profesor de ingeniería mecánica en la Escuela Politécnica Federal de Zúrich. Allí pronto adquirió una reputación mundial como experto en turbomáquinas y máquinas térmicas, tanto a nivel teórico como práctico y didáctico. El Instituto Federal le ofreció uno de los laboratorios mejor equipados de Europa en aquella época, gracias a la estrecha colaboración con la industria alpina (Escher Wyss & Cie, Brown, Boveri & Cie, etc.).

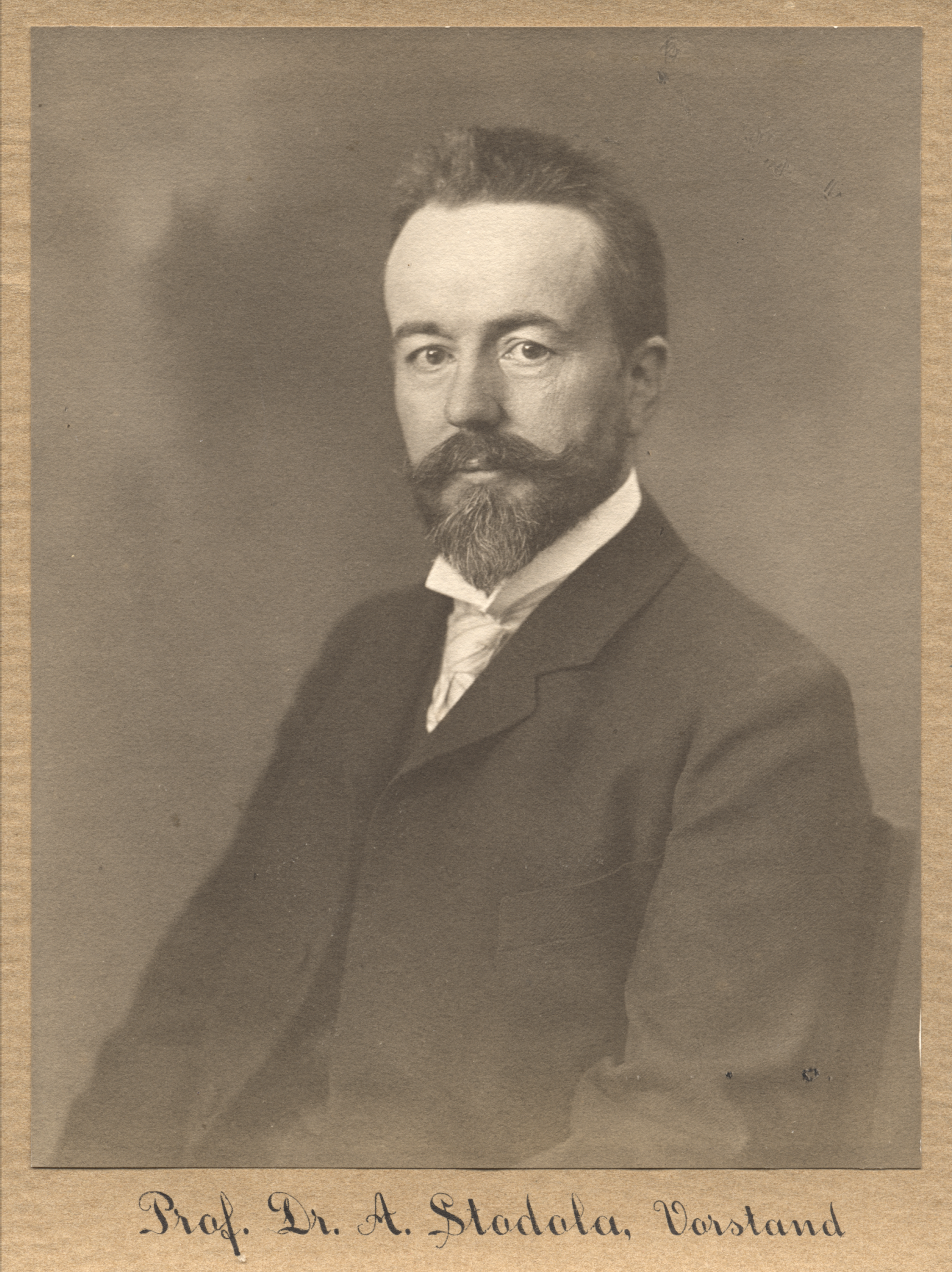
Aurel Stodola hacia 1905

Formuló la "ley de la elipse", durante mucho tiempo llamada "ley de Stodola", sobre la transferencia de presión en las turbinas. Los planteamientos de Stodola llevaron, entre otros, a Heinrich Zoelly a construir la primera turbina de acción multietapa (1903) y a Hans Holzwarth a desarrollar la primera turbina de gas fabricada en serie (1905). Su primer libro de texto, Die Dampfturbinen und ihre Aussichten als Wärmekraftmaschinen und über die Gasturbine (1903), se convirtió inmediatamente en un clásico: fue reimpreso en numerosas ocasiones y traducido a varios idiomas. Además de las cuestiones termodinámicas relacionadas con el diseño de las turbinas, aborda aspectos como el flujo, las vibraciones, el análisis de tensiones en placas y discos giratorios y las concentraciones de tensiones en orificios y roscas.
Pero los intereses de Stodola iban mucho más allá de las turbinas. En colaboración con Ferdinand Sauerbruch, desarrolló una prótesis de mano. Asimismo, reflexionó sobre la tecnología en su ensayo "El mundo visto por el ingeniero" (Gedanken zu einer Weltanschauung vom Standpunkte des Ingenieurs, Springer-Verlag, 1931). Mantuvo una intensa correspondencia con sus contemporáneos (entre ellos Albert Einstein y Albert Schweitzer), con los que abordaba todo tipo de cuestiones filosóficas y económicas.
En 1929 fue ascendido al cargo de profesor emérito y siguió dedicándose a la investigación y al desarrollo industrial hasta su fallecimiento, acaecido en 1942 en Zúrich. Desde 1989 está enterrado en el cementerio de Vrbický de Liptovský Mikuláš, su localidad natal.

## Turbinas de vapor y de gas

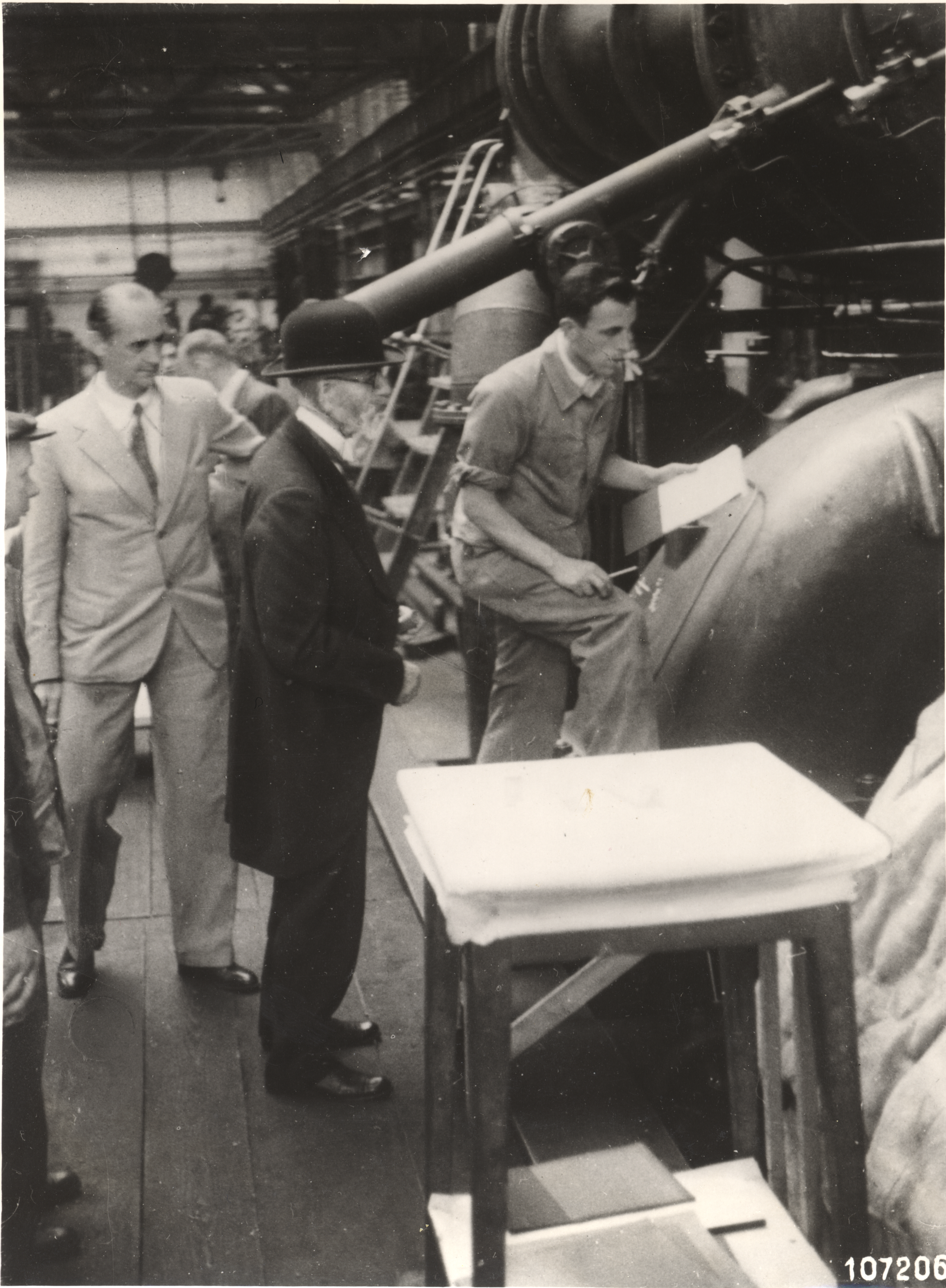
Aurel Stodola inspeccionando una turbina de gas en la planta Brown Boveri (1939).

Su libro Dampf und Gas-Turbinen ("Turbinas de vapor y gas" en español) fue citado por el ingeniero soviético Friedrich Zander en la década de 1920 y también fue una obra de referencia fundamental para los ingenieros que trabajaban en la primera generación de motores de reacción en Estados Unidos. Stodola colaboró estrechamente con varias industrias en el desarrollo de la primera turbina de gas, en particular con la empresa suiza Brown, Boveri & Cie, que en 1939 construyó el primer generador eléctrico con turbina de gas.

## Equipos médicos
En 1915-1916, Stodola colaboró con el cirujano alemán Ferdinand Sauerbruch para desarrollar un brazo protésico mecánico. Este acontecimiento fue uno de los primeros ejemplos documentados de colaboración entre los campos de la ingeniería y la medicina.

## Galardones
- 1905,  Título honorífico de la Universidad de Hannover.
- 1908,  Medalla Grashof de la Verein Deutscher Ingenieure.
- Título honorífico de la Universidad Técnica de Brno.
- 1929,  Título honorífico de la Universidad Carolina de Praga.
- 1941,  Medalla James Watt de la Institución de Ingenieros Mecánicos del Reino Unido (IMechE).
- Miembro correspondiente de la Academia Francesa de Ciencias.[9]

## Homenajes

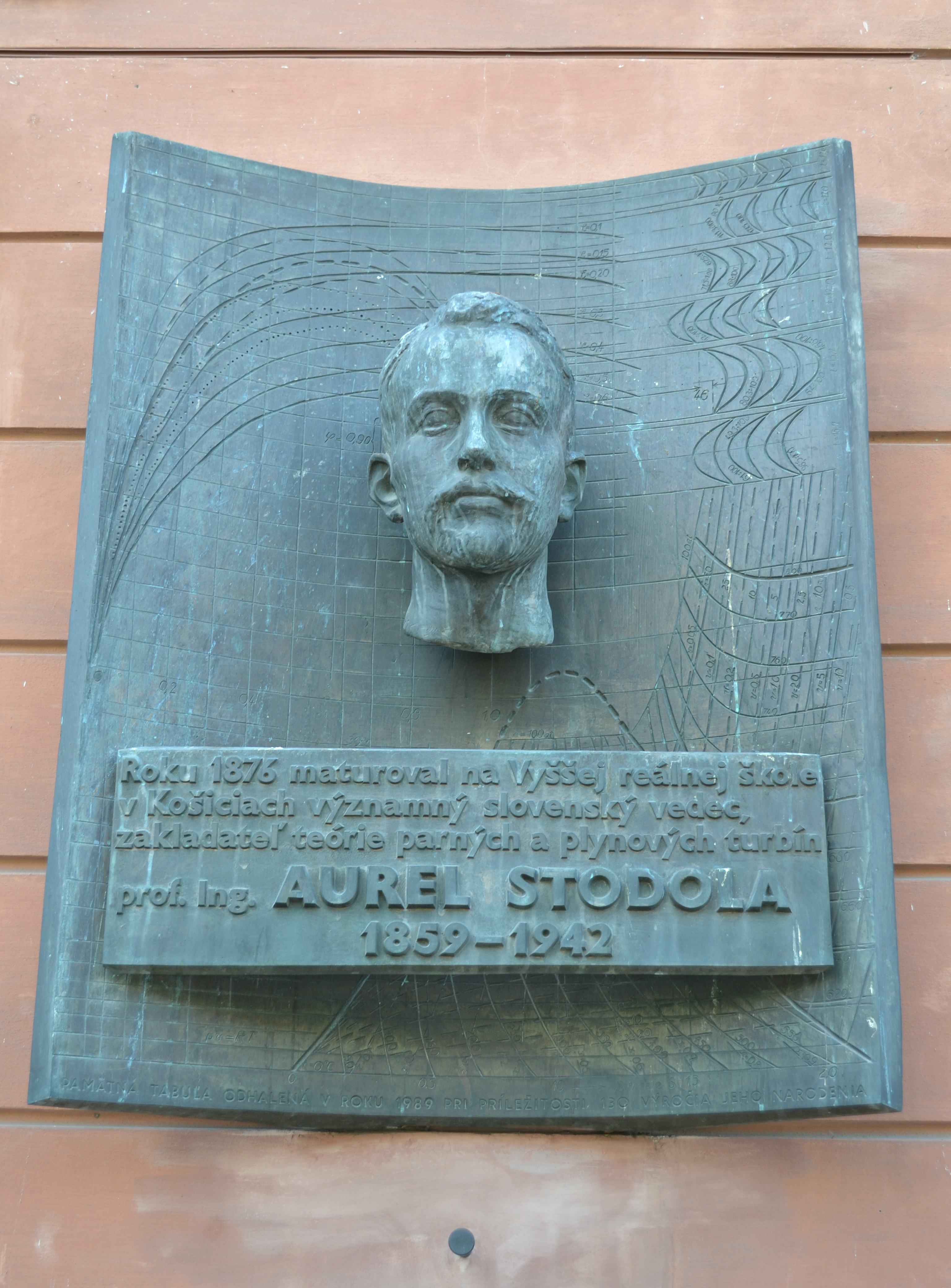
Placa conmemorativa de Aurel Stodola en el Museo Técnico Eslovaco de Košice

- En 1959 se conmemoró el centenario de su nacimiento en un sello de 0,4 coronas checoslovacas.
- El asteroide (3981) Stodola, descubierto en 1984, lleva su nombre.
- En 2009, con motivo del 150.º aniversario de su nacimiento, su figura apareció en el sello de 0,33 euros de Eslovaquia.
- En 2009, con motivo del 150.º aniversario de su nacimiento, se le conmemoró en la moneda de plata de 10 euros de Eslovaquia.

## Obras
- 1903, Die Dampfturbinen und ihre Aussichten als Wärmekraftmaschinen (Berlín)
- 1922, Dampf und Gas-Turbinen (Berlín)
- 1931, Gedanken zu einer Weltanschauung vom Standpunkte des Ingenieurs (Berlín)
- 1937, Die geheimnisvolle Naturweltanschauliche Betrachtung (Zúrich)